# S/2003 J 9
S/2003 J 9 là một vệ tinh bất thường của Sao Mộc chuyển động nghịch hướng. Nó được phát hiện bởi một nhóm các nhà thiên văn học từ Đại học Hawaii do Scott S. Sheppard dẫn đầu vào năm 2003
S/2003 J 9 có đường kính khoảng 1 km, và quay quanh Sao Mộc ở khoảng cách trung bình 0,162 AU (24.200.000 km) trong 767,60 ngày, có độ nghiêng quỹ đạo là 166,3° so với mặt phẳng hoàng đạo (166° so với xích đạo của Sao Mộc), chuyển động theo hướng nghịch với vật thể trung tâm của nó và có độ lệch tâm là 0,17.
Nó thuộc nhóm Carme, được tạo thành từ các vệ tinh dị hình chuyển động nghịch hành quanh Sao Mộc ở khoảng cách từ 23 đến 24 Gm và ở độ nghiêng khoảng 165°.
Vệ tinh này từng được coi là đã bị mất cho đến tháng 11 năm 2020, khi Minor Planet Center thông báo về sự phục hồi của S/2003 J 9 bởi Scott Sheppard trong các quan sát từ tháng 9 năm 2011 đến tháng 4 năm 2018.